# Leszek Konieczny (polityk)
Leszek Bogdan Konieczny (ur. 3 lipca 1949) – polski samorządowiec, ekonomista i urzędnik, w latach 1999–2004 członek zarządu województwa łódzkiego, od 1999 do 2002 w randze wicemarszałka.

## Życiorys
Z wykształcenia ekonomista. Przez kilkanaście lat pracował w Wojskowych Zakładach Lotniczych, gdzie był m.in. sekretarzem podstawowej organizacji partyjnej PZPR. W 1994 objął stanowisko dyrektora urzędu wojewódzkiego. Został również szefem rady nadzorczej Wojewódzkiego Funduszu Ochrony Środowiska w Łodzi. Został również dyrektorem założonej przez Leszka Millera fundacji „Organizacja Łódzkim Dzieciom–Łódzkim Szkołom”.
Zaangażował się później w działalność polityczną w ramach Socjaldemokracji Rzeczypospolitej Polskiej, był w niej m.in. skarbnikiem. Wystąpił z partii, gdy rozpoczął karierę urzędniczą (dalej jednak współpracował nieformalnie z SdRP i następnie SLD). Uchodził za bliskiego współpracownika Andrzeja Pęczaka (m.in. udzielił mu poręczenia w procesie). 1 stycznia 1999 został wiceprzewodniczącym zarządu województwa łódzkiego (od 30 maja 2001 pod nazwą wicemarszałek województwa). W 2002 uzyskał mandat radnego sejmiku łódzkiego. 19 listopada 2002 w kolejnym zarządzie województwa zasiadł jako członek, odpowiedzialny za służbę zdrowia. 29 marca 2004 został odwołany wraz z całymi władzami. W 2006 nie ubiegał się o reelekcję.